# Cookie (internet)

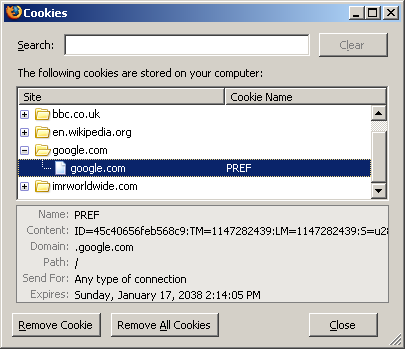
Cookies beheren met Mozilla Firefox.

Een cookie is een hoeveelheid data die een server naar de webbrowser stuurt met de bedoeling dat deze opgeslagen wordt en bij een volgend bezoek weer naar de server teruggestuurd wordt. Zo kan de server de browser opnieuw herkennen en bijhouden wat de gebruiker, c.q. de webbrowser, in het verleden heeft gedaan. Een dergelijk historie is bijvoorbeeld voor marketingdoeleinden interessant. Vanwege de privacyaspecten is het gebruik van cookies, dat zich veelal aan het oog van de internetgebruiker onttrekt, in deze situaties omstreden.

## Achtergrond
Het gebruik van cookies is vooral bekend op het world wide web. Het Hypertext Transfer Protocol, dat het ophalen van informatie uit het web beschrijft, is namelijk als eenrichtingsverkeerssysteem ontworpen. De browser vraagt informatie en de server levert die, waarna de server het contact met de vrager weer kan vergeten. Verdere vragen worden dan weer precies zo behandeld als de eerste. Voor veel moderne internettoepassingen is het echter nodig dat de server een specifieke gebruiker kan herkennen en de illusie van een vaste verbinding met de klant kan wekken.

## Gebruik van cookies
Cookies kunnen gebruikt worden voor:
- het onthouden van loginnaam of instellingen
- het vergaren van surfinformatie (profiling)
- het koppelen van een browser aan tijdelijke variabelen op de server (session cookie)

Een cookie hoeft niet veel data te bevatten. Als het cookie een unieke sleutel bevat, dan kan de server onder die sleutel alle verdere gegevens over de betreffende gebruiker c.q. webbrowser zelf bewaren en oproepen wanneer het cookie in een volgende sessie verschijnt.

## Geschiedenis
Cookies zijn voor het eerst in Netscape 1.0 (1994) geïntroduceerd. Internet Explorer ondersteunde cookies pas vanaf versie 2.0 (1995).
Cookies werden pas zichtbaar voor internetgebruikers toen de Amerikaanse computerprogrammeur Lou Montulli in
Netscape 3 een optie had laten inbouwen, die gebruikers in staat stelde om
gewaarschuwd te worden wanneer er geprobeerd werd een cookie te plaatsen.
Adverteerbureaus ontdekten het cookie ook en gebruikten het voor profiling.
In 1997 kwam er een voorstel dat browsermakers aanmoedigde om het gebruik van cookies inzichtelijker te maken voor de gebruiker. Het gevolg hiervan was dat de gebruiker vanaf toen kon instellen in welke mate cookies geaccepteerd mogen worden en of aan de gebruiker gevraagd moet worden of een cookie geaccepteerd mag worden. Dit was om het eerder genoemde profiling tegen te gaan want als gebruikers de cookies van een internetadvertentiebureau niet accepteren kan een internetadvertentiebureau geen profile samenstellen.
Cookies kwamen pas echt in opspraak toen DoubleClick, een internetadvertentiebureau, een bedrijf overnam met een grote klantendatabase. DoubleClick wilde de naamsgegevens koppelen aan de profiles van surfers en was van plan deze gegevens te verkopen. Deze combinatie van naamsgegevens en profile is heel aantrekkelijk voor marketingbedrijven, want zij kunnen hiermee advertenties gericht naar iemand sturen, waardoor er meer geld voor een advertentie gevraagd kan worden.
Onder druk van verschillende privacy-organisaties heeft DoubleClick de gegevens niet verkocht.
In 2002 is de eerste P3P recommendation gepubliceerd door het W3C. Browsers die zich aan deze specificatie houden, accepteren standaard veel minder cookies. De gebruiker kan desgewenst de instellingen van de browser aanpassen. Bijvoorbeeld cookies in een frame van een ander domein worden niet meer automatisch geaccepteerd door zo'n browser, tenzij de server een statement opstuurt dat de cookies niet gebruikt worden om privacygevoelige informatie op te slaan.

## Trackingcookies
Het doel van een bepaald soort cookies, genaamd trackingcookies, is het verzamelen van informatie over websurfers.
Dit gaat als volgt:
- Men bezoekt een website (website A) die reclame in de pagina heeft. Deze reclame is meestal afkomstig van de website van een advertentiebureau en deze website kan ook cookies opslaan.
- Later komt men op een andere website (website B), die van ditzelfde advertentiebureau gebruikmaakt om reclame weer te geven, dus kan de advertentie-website het eerder geplaatste cookie opvragen.
- Hierdoor kan men dan te weten komen dat de gebruiker ook naar website A geweest is en de inhoud van de reclame daaraan aanpassen. Als het aantal sites waar dit advertentiebureau actief is groot genoeg is kunnen er gebruikersprofielen gemaakt worden.

Niet enkel websites, maar ook flash-applicaties kunnen trackingcookies achterlaten. Deze worden meestal niet verwijderd door antivirussoftware omdat het in een andere vorm wordt opgeslagen, maar men kan ze wel zelf verwijderen.
Men zou als privacymaatregel het accepteren van cookies door de internetbrowser kunnen uitschakelen, maar dit kan tot problemen leiden (om bijvoorbeeld ingelogd te blijven op een website wordt er doorgaans gebruikgemaakt van cookies). Trackingcookies zijn echter minder gevaarlijk dan sommige antivirussoftware voorspiegelen. Ze kunnen bijvoorbeeld geen virus op een computer plaatsen. Het grootste probleem is de inbreuk op de privacy en anonimiteit.
Een aantal adblockers (internetbrowser-plug-ins die onder andere advertenties blokkeren) blokkeren ook trackingcookies.

## Wissen of omzeilen van cookies
Een gebruiker kan cookies wissen van zijn computer. Dit gaat via de browser. Er worden onderscheiden het wissen van alle cookies of alleen die voor een bepaalde website.
Hij kan ook incidenteel vermijden dat de website de cookies leest door in de browser een privévenster/incognitovenster te openen.

## Nederlandse cookiewetgeving
Artikel 11.7a van de Telecommunicatiewet (ingevoegd met de Wet van 10 mei 2012 tot wijziging van de Telecommunicatiewet ter implementatie van de herziene telecommunicatierichtlijnen, in de volksmond "Cookiewet") is sinds juni 2012 van kracht.
Deze wet vereist van elke website die bezoekers vanuit Nederland trekt dat de bezoeker wordt geïnformeerd over welke cookies er worden geplaatst op zijn of haar computer en waar deze voor dienen. Dit kan via een privacystatementpagina. Daarnaast moet elke bezoeker vanuit Nederland vooraf eenmalig expliciet toestemming geven voor het plaatsen van deze cookies. Toestemming vragen kan via een pop-up of een balk bovenaan de website met een knop "Ik geef toestemming" (ev. de optie "Ik geef geen toestemming"). Het verwijzen naar hoe cookies achteraf te blokkeren zijn via de browser is niet voldoende.
Voor technisch noodzakelijke cookies, zoals een winkelmandje of een inlogformulier, is geen toestemming vereist. Voorbeelden van waarvoor wel toestemming vereist is, zijn Google Analytics, Google Maps, YouTube, Facebook en X.